# الحسين الوردي
الحسين الوردي (22 شتنبر 1954 بدوار إشملالن، ميضار، إقليم الدريوش) سياسي وبروفسور طبيب أخصائي في التخدير والإنعاش وطب المستعجلات والكوارث، تقلد منصب «وزيرالصحة» بحكومة المغرب 2012. وكذلك يشغل منصب رئيس المؤتمر المغاربي لعمداء كليات الطب.
عايش الحسين الوردي تجربة ميدانية مهمة على مستوى طب المستعجلات والكوارث، أكسبته حنكة، وجعلته أحد الشخصيات السياسية العمَلية في المغرب. اتخذ عدة قرارات جريئة. 
شهد قطاع الصحة بالمغرب منذ توليه لمسؤولية هذا القطاع، إصلاحات على مختلف المستويات، تميزت في محاولة الأخذ في صميم إشكاليات قطاع الصحة، وهو القطاع الذي يعرف مشاكل عويصة في معظم الدول النامية أودول الجنوب بشكل عام، فقد عمل الحسين الوردي على ضبط هذا القطاع الحساس، بالسعى إلى وضع حد لبعض مظاهر التسيب في القطاع، والعمل الميداني المباشر الواضح المعالم، والخوض في عمليات جراحية مباشرة في العلل. ولم تكن بالمهمة السهلة بتاتا، نظرا للأوضاع والمشاكل الكبيرة التي يعاني منها القطاع، وما زاد في الطين بلة تعرض الوزير إلى حملات وردود فعل من داخل نفس القطاع.

كما واجهت إصلاحاته نهاية سنة 2015 في قطاع الرعاية الصحية معارضة قوية من طرف طلبة الطب، بسبب عزمه تطبيق مسودة مشروع قانون الخدمة الإجبارية في القطاع الصحي العمومي، رغبة منه في تحسين أداء القطاع من خلال تخفيف الضغط الكبير والخصاص من خلال تطبيق مسودة مشروع قانون الخدمة الإجبارية، وهو الأمر الذي تراه الأصوات المعارضة يتنافى مع مواثيق دولية وقّع عليها المغرب سابقا، كما ينادي الطلبة بتحسين ظروفهم الدراسية وهو الأمر الذي يجعل الملف المطلبي متادخلا بين وزارة الحسين الوردي و«وزارة التعليم العالي والبحث العلمي وتكوين الأطر» المغربية.

## نشأته
ولد بدوار إشملالن ببلدية ميضار الواقعة في الشمال الغربي لإقليم الناظور. وهو متزوج وأب لابن واحد.
عمل الوردي كأخصائي في التخدير والإنعاش وطب المستعجلات والكوارث، وهو رئيس مصلحة الاستقبال بمستعجلات المركز الاستشفائي الجامعي ابن رشد ورئيس لجنة الاشراف على المستعجلات بولاية الدار البيضاء الكبرى. كما يشغل مهمة الكاتب العام للجمعية المغربية لطب المستعجلات والكوارث، وهو منذ عام 2000 رئيس اللجنة الوطنية لمعادلة الشواهد في علوم الصحة بوزارة التعليم العالي وتكوين الأطر والبحث العلمي.
كما يشغل مدير التكوين في طب المستعجلات والكوارث، خبيرا لدى المنظمة العالمية للصحة في هذا المجال منذ 1998، وعضوا نشيطا في المؤتمر الدولي لعمداء كليات الطب الناطقة بالفرنسية فضلا عن عضويته في الاتحاد المغربي للشغل.

## مسيرته السياسية
ويشغل الوردي، عضو المكتب السياسي والمنسق الوطني لقطاع الصحة داخل حزب التقدم والاشتراكية، منذ ماي 2005، منصب عميد كلية الطب والصيدلة بالدار البيضاء وأستاذ التعليم العالي بنفس الكلية.

## مؤلفاته
أصدر عدة منشورات وأعمال بحثية:
- «تدريس طب المستعجلات بالمغرب: الحالة وآفاق المستقبل»،
- «طب الكوارث بالمغرب انطلاقا من نموذج الدار البيضاء»،
- «السلامة الطرقية بالمغرب»
- «بروتوكلات التكفل بالمستعجلات في المغرب»، الذي قدم عام 2009 للملك.